# Grammy-díj a legjobb új előadónak
A Grammy-díj a legjobb új előadónak egy zenei Grammy-díj-kategória, mellyel új előadókat ismernek el. A díjazás a jelölt előadók a díjazás éve előtti évben megjelent felvételeik alapján történik. Először 1960-ban adták át. 1967-ben nem adták át ezt a díjat.
Az ebben a kategóriában az eddig átadott 53 díjból 24 női előadónak, 11 férfi előadónak és 15 duónak vagy csapatnak lett átadva. 1997 és 2003 között csak női előadó győzött, sőt, 14 évig nem nyert férfi előadó. Ez 1992 és 2006 között volt. Mindössze öt előadó nyerte meg a legjobb új előadónak és az év albumának járó díjakat ugyanabban az évben: Bob Newhart 1961-ben,  Christopher Cross 1981-ben, Lauryn Hill 1999-ben, Norah Jones 2003-ban és Billie Eilish 2020-ban.

## Díjazottak
| Év   | Díjazott                      | További jelölések                                                                                     | Forrás |
| ---- | ----------------------------- | --- | ------ |
| 1960 | Bobby Darin                   | - Edd Byrnes - Mark Murphy - Johnny Restivo - Mavis Rivers                                            |        |
| 1961 | Bob Newhart                   | - The Brothers Four - Miriam Makeba - Leontyne Price - Joanie Sommers                                 |        |
| 1962 | Peter Nero                    | - Ann-Margret - Dick Gregory - The Lettermen - Timi Yuro                                              |        |
| 1963 | Robert Goulet                 | - The Four Seasons - Vaughn Meader - The New Christy Minstrels - Peter, Paul and Mary - Allan Sherman |        |
| 1964 | The Swingle Singers           | - Vikki Carr - John Gary - The J's with Jamie - Trini Lopez                                           |        |
| 1965 | The Beatles                   | - Petula Clark - Astrud Gilberto - Antonio Carlos Jobim - Morgana King                                |        |
| 1966 | Tom Jones                     | - The Byrds - Herman's Hermits - Horst Jankowski - Marilyn Maye - Sonny & Cher - Glenn Yarbrough      |        |
| 1967 | —                             | — |        |
| 1968 | Bobbie Gentry                 | - Lana Cantrell - The 5th Dimension - Harpers Bizarre - Jefferson Airplane                            |        |
| 1969 | José Feliciano                | - Cream - Gary Puckett & The Union Gap - Jeannie C. Riley - O. C. Smith                               | [ 1 ]  |
| 1970 | Crosby, Stills & Nash         | - Chicago - Led Zeppelin - The Neon Philharmonic - Oliver                                             |        |
| 1971 | The Carpenters                | - Elton John - Melba Moore - Anne Murray - The Partridge Family                                       | [ 2 ]  |
| 1972 | Carly Simon                   | - Chase - Emerson, Lake & Palmer - Hamilton, Joe Frank & Reynolds - Bill Withers                      | [ 3 ]  |
| 1973 | America                       | - Harry Chapin - Eagles - Loggins and Messina - John Prine                                            | [ 4 ]  |
| 1974 | Bette Midler                  | - Eumir Deodato - Maureen McGovern - Marie Osmond - Barry White                                       | [ 5 ]  |
| 1975 | Marvin Hamlisch               | - Bad Company - Johnny Bristol - David Essex - Graham Central Station - Phoebe Snow                   |        |
| 1976 | Natalie Cole                  | - Morris Albert - Amazing Rhythm Aces - Brecker Brothers - KC and the Sunshine Band                   | [ 6 ]  |
| 1977 | Starland Vocal Band           | - Boston - Dr. Buzzard's Original Savannah Band - The Brothers Johnson - Wild Cherry                  | [ 7 ]  |
| 1978 | Debby Boone                   | - Stephen Bishop - Shaun Cassidy - Foreigner - Andy Gibb                                              |        |
| 1979 | A Taste of Honey              | - The Cars - Elvis Costello - Chris Rea - Toto                                                        | [ 8 ]  |
| 1980 | Rickie Lee Jones              | - The Blues Brothers - Dire Straits - The Knack - Robin Williams                                      | [ 9 ]  |
| 1981 | Christopher Cross             | - Irene Cara - Robbie Dupree - Amy Holland - The Pretenders                                           | [ 10 ] |
| 1982 | Sheena Easton                 | - Adam and the Ants - The Go-Go’s - James Ingram - Luther Vandross                                    | [ 11 ] |
| 1983 | Men at Work                   | - Asia - Jennifer Holliday - The Human League - Stray Cats                                            | [ 12 ] |
| 1984 | Culture Club                  | - Big Country - Eurythmics - Men Without Hats - Musical Youth                                         |        |
| 1985 | Cyndi Lauper                  | - Sheila E. - Frankie Goes to Hollywood - Corey Hart - The Judds                                      | [ 13 ] |
| 1986 | Sade                          | - a-ha - Freddie Jackson - Katrina and the Waves - Julian Lennon                                      | [ 14 ] |
| 1987 | Bruce Hornsby and the Range   | - Glass Tiger - Nu Shooz - Simply Red - Timbuk3                                                       | [ 15 ] |
| 1988 | Jody Watley                   | - Breakfast Club - Cutting Crew - Terence Trent D'Arby - Swing Out Sister                             | [ 16 ] |
| 1989 | Tracy Chapman                 | - Rick Astley - Toni Childs - Take 6 - Vanessa L. Williams                                            | [ 17 ] |
| 1990 | Elvették a díjazottól a díjat | - Neneh Cherry - Indigo Girls - Soul II Soul - Tone Lōc - Milli Vanilli (Elvették)                    | [ 18 ] |
| 1991 | Mariah Carey                  | - The Black Crowes - The Kentucky Headhunters - Wilson Phillips - Lisa Stansfield                     | [ 19 ] |
| 1992 | Marc Cohn                     | - Boyz II Men - C+C Music Factory - Color Me Badd - Seal                                              | [ 20 ] |
| 1993 | Arrested Development          | - Billy Ray Cyrus - Sophie B. Hawkins - Kris Kross - Jon Secada                                       | [ 21 ] |
| 1994 | Toni Braxton                  | - Belly - Blind Melon - Digable Planets - SWV                                                         | [ 22 ] |
| 1995 | Sheryl Crow                   | - Ace of Base - Counting Crows - Crash Test Dummies - Green Day                                       | [ 23 ] |
| 1996 | Hootie & the Blowfish         | - Brandy - Alanis Morissette - Joan Osborne - Shania Twain                                            | [ 24 ] |
| 1997 | LeAnn Rimes                   | - Garbage - Jewel - No Doubt - The Tony Rich Project                                                  | [ 25 ] |
| 1998 | Paula Cole                    | - Fiona Apple - Erykah Badu - Puff Daddy - Hanson                                                     | [ 26 ] |
| 1999 | Lauryn Hill                   | - Backstreet Boys - Andrea Bocelli - Dixie Chicks - Natalie Imbruglia                                 | [ 27 ] |
| 2000 | Christina Aguilera            | - Macy Gray - Kid Rock - Britney Spears - Susan Tedeschi                                              | [ 28 ] |
| 2001 | Shelby Lynne                  | - Brad Paisley - Papa Roach - Jill Scott - Sisqó                                                      | [ 29 ] |
| 2002 | Alicia Keys                   | - India.Arie - Nelly Furtado - David Gray - Linkin Park                                               | [ 30 ] |
| 2003 | Norah Jones                   | - Ashanti - Michelle Branch - Avril Lavigne - John Mayer                                              | [ 31 ] |
| 2004 | Evanescence                   | - 50 Cent - Fountains of Wayne - Heather Headley - Sean Paul                                          | [ 32 ] |
| 2005 | Maroon 5                      | - Los Lonely Boys - Joss Stone - Kanye West - Gretchen Wilson                                         | [ 33 ] |
| 2006 | John Legend                   | - Ciara - Fall Out Boy - Keane - Sugarland                                                            | [ 34 ] |
| 2007 | Carrie Underwood              | - James Blunt - Chris Brown - Imogen Heap - Corinne Bailey Rae                                        | [ 35 ] |
| 2008 | Amy Winehouse                 | - Feist - Ledisi - Paramore - Taylor Swift                                                            | [ 36 ] |
| 2009 | Adele                         | - Duffy - Jonas Brothers - Lady Antebellum - Jazmine Sullivan                                         | [ 37 ] |
| 2010 | Zac Brown Band                | - Keri Hilson - MGMT - Silversun Pickups - The Ting Tings                                             | [ 38 ] |
| 2011 | Esperanza Spalding            | - Drake - Florence + The Machine - Justin Bieber - Mumford & Sons                                     | [ 39 ] |
| 2012 | Bon Iver                      | - The Band Perry - J. Cole - Nicki Minaj - Skrillex                                                   | [ 40 ] |
| 2013 | Fun                           | - Alabama Shakes - Hunter Hayes - The Lumineers - Frank Ocean                                         | [ 41 ] |
| 2014 | Macklemore & Ryan Lewis       | - James Blake - Kendrick Lamar - Kacey Musgraves - Ed Sheeran                                         | [ 42 ] |
| 2015 | Sam Smith                     | - Bastille - Brandy Clark - Haim - Iggy Azalea                                                        | [ 43 ] |
| 2016 | Meghan Trainor                | - Courtney Barnett - James Bay - Sam Hunt - Tori Kelly                                                | [ 44 ] |
| 2017 | Chance the Rapper             | - Kelsea Ballerini - The Chainsmokers - Maren Morris - Anderson .Paak                                 | [ 45 ] |
| 2018 | Alessia Cara                  | - Khalid - Lil Uzi Vert - Julia Michaels - SZA                                                        | [ 46 ] |
| 2019 | Dua Lipa                      | - Chloe x Halle - Luke Combs - Greta Van Fleet - H.E.R. - Margo Price - Bebe Rexha - Jorja Smith      | [ 47 ] |
| 2020 | Billie Eilish                 | - Black Pumas - Maggie Rogers - Lil Nas X - Lizzo - Rosalía - Tank and the Bangas - Yola              | [ 48 ] |
| 2021 | Megan Thee Stallion           | - Kaytranada                                                                                          | [ 49 ] |
| 2022 | Olivia Rodrigo                | - Saweetie                                                                                            | [ 50 ] |
| 2023 | Samara Joy                    | - Wet Leg                                                                                             | [ 51 ] |
| 2024 | Victoria Monét                | - The War and Treaty                                                                                  | [ 52 ] |
| 2025 | Chappell Roan                 | - Teddy Swims                                                                                         | [ 53 ] |

## Fordítás
- Ez a szócikk részben vagy egészben a Grammy Award for Best New Artist című angol Wikipédia-szócikk ezen változatának fordításán alapul.  Az eredeti cikk szerkesztőit annak laptörténete sorolja fel. Ez a jelzés csupán a megfogalmazás eredetét és a szerzői jogokat jelzi, nem szolgál a cikkben szereplő információk forrásmegjelöléseként.